# Borneogena
Borneogena là một chi bướm đêm thuộc phân họ Tortricinae của họ Tortricidae.

## Các loài
- Borneogena antigrapha Diakonoff, 1941